# Uszód
Uszód (kroatisch Vusad) ist eine ungarische Gemeinde im Kreis Kalocsa im Komitat Bács-Kiskun.

## Geographische Lage
Uszód liegt acht Kilometer nordwestlich der Stadt Kalocsa am linken Donauufer. Nachbargemeinden sind Dunaszentbenedek und Foktő. Auf der anderen Seite der Donau befindet sich das Kernkraftwerk Paks.

## Gemeindepartnerschaften
- Aldea (Harghita), Rumänien, seit 2016

## Söhne und Töchter der Gemeinde
- Péter Benedek (1889–1984), Maler

## Sehenswürdigkeiten
- Péter-Benedek-Büste (Benedek Péter szobor)
- Péter-Benedek-Gedenkhaus (Benedek Péter Emlékház)
- Reformierte Kirche, erbaut 1787–1789
- Römisch-katholische Kirche Régiszi Szent Ferenc, erbaut 1870
- Weltkriegsdenkmäler (I. és II. világháborús emlékmű)

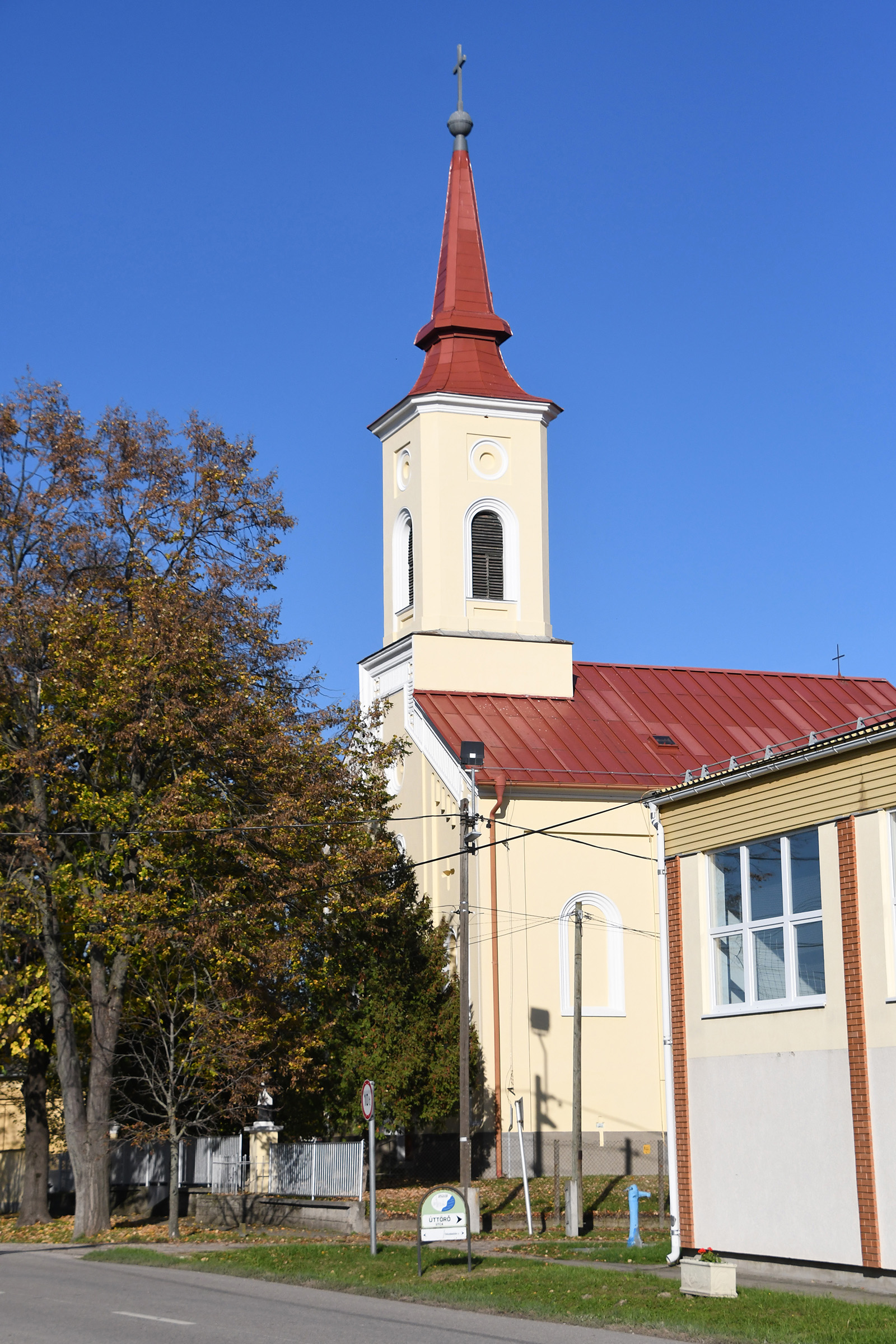
Röm.-kath. Kirche Régiszi Szent Ferenc
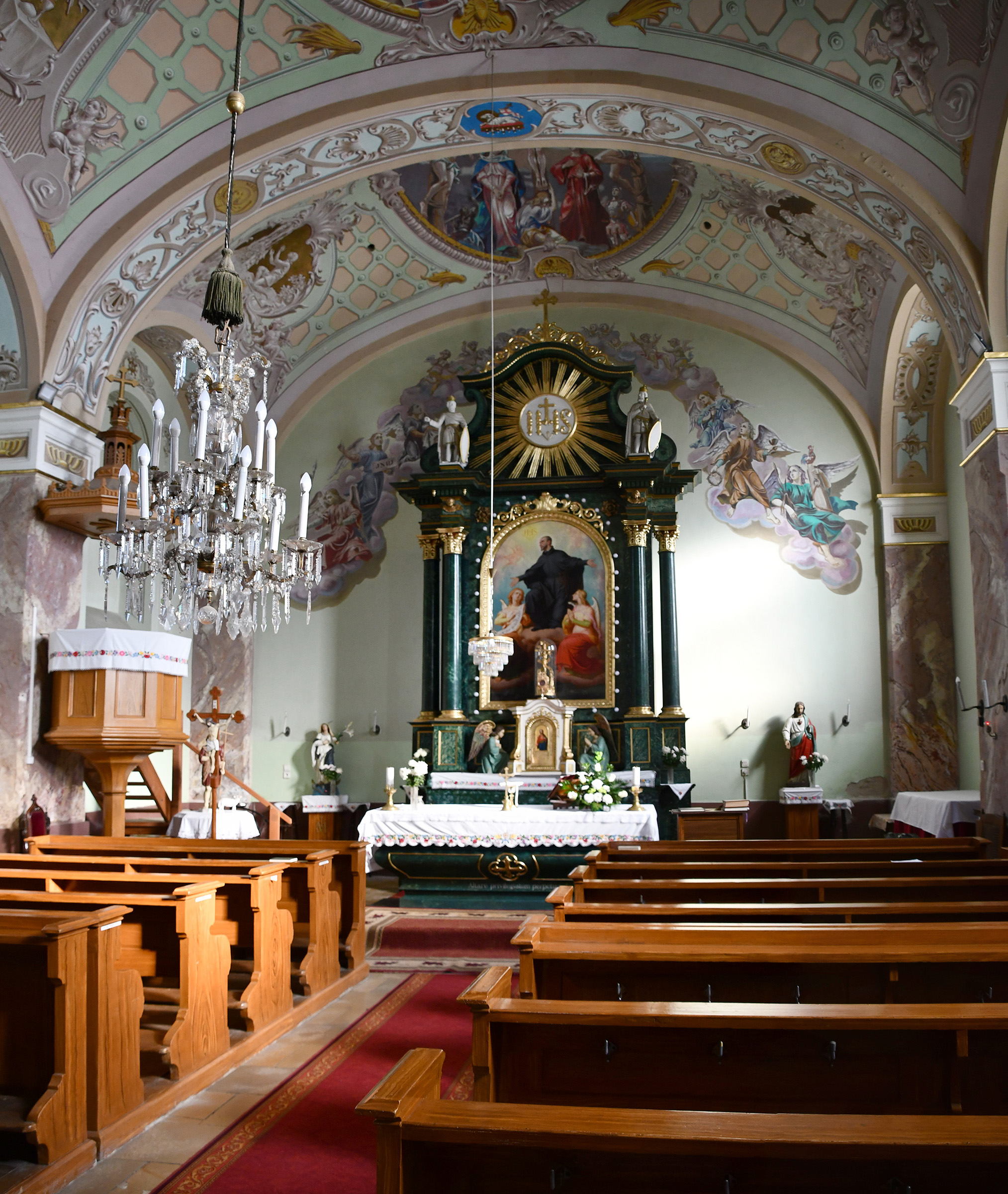
Innenraum der röm.-kath. Kirche

## Verkehr
Durch die Gemeinde verläuft die Landstraße Nr. 5106. Der nächstgelegene Bahnhof befindet sich in Kalocsa.